# Jerzy Ostrowski (kartograf)
Jerzy Ostrowski (ur. 10 marca 1938 w Łukowie) – polski geograf, kartograf, historyk kartografii, podróżnik, popularyzator kartografii, autor i recenzent planów miast i map.

## Życiorys
W 1960 ukończył studia na Wydziale Biologii i Nauk o Ziemi Uniwersytetu Warszawskiego, uzyskując tytuł magistra geografii ze specjalnością kartografia. W latach 1961–1963 był asystentem prof. Stanisława Pietkiewicza w Katedrze Kartografii Instytutu Geografii Uniwersytetu Warszawskiego i redaktorem kartografem Wielkiej Encyklopedii Powszechnej w Państwowym Wydawnictwie Naukowym.
Od 1967 pracownik naukowo-techniczny na stanowisku specjalisty i starszego specjalisty w Pracowni Kartografii (od 1994 Pracowni Kartografii i Systemów Informacji Geograficznej) Instytutu Geografii i Zagospodarowania Przestrzennego Polskiej Akademii Nauk.
Redaktor kwartalnika naukowego „Polski Przegląd Kartograficzny”, w latach 1984–1995 jego redaktor naczelny, jest jedynym redaktorem pracującym nieprzerwanie przez 50 lat od początku wydawania tego pisma w Warszawie w 1969. W 1969–1984 członek redakcji miesięcznika „Poznaj Świat”. Jest autorem setek artykułów, recenzji i sprawozdań z dziedziny kartografii w czasopismach naukowych.
Członek Polskiego Towarzystwa Geograficznego, współzałożyciel w 1964 i przewodniczący (1967–1970) Sekcji Kartograficznej Oddziału Warszawskiego PTG, w 1975–1978 przewodniczący Komisji Kartograficznej PTG, współtwórca Oddziału Kartograficznego. Od 1976 jest członkiem Zespołu Historii Kartografii przy Instytucie Historii Nauki PAN, w 2007–2011 był jego wiceprzewodniczącym. Współzałożyciel Stowarzyszenia Kartografów Polskich, członek jego Zarządu Głównego. Uczestnik i współorganizator ogólnopolskich konferencji historyków kartografii, inicjator ich „regionalnego” nurtu. Współredaktor tomów serii „Z Dziejów Kartografii” i (w 1998–2003) reedycji „przeglądów chronologiczno-bibliograficznych kartografii polskiej” Bolesława Olszewicza. Od 1977 publikuje sprawozdania z konferencji i posiedzeń zespołu w „Polskim Przeglądzie Kartograficznym”, „Kwartalniku Historii Nauki i Techniki” oraz miesięczniku „Geodeta”. W okresie 1968–1984 był członkiem Komisji Przekazu Kartograficznego Międzynarodowej Asocjacji Kartograficznej (MAK), członek Narodowego Komitetu ds. MAK i stały współredaktor raportów narodowych przygotowywanych dla Asocjacji.
W 1984–1987 redaktor naczelny w Państwowym Przedsiębiorstwie Wydawnictw Kartograficznych w Warszawie.
Brał udział w opracowaniu i redagowaniu obu atlasów narodowych Polski (Narodowego Atlasu Polski, 1973–1978 i Atlasu Rzeczypospolitej Polskiej, 1993–1997). Autor lub współautor prawie 1000 planów miast w atlasach, czasopismach (przede wszystkim „Poznaj Świat”) i encyklopediach, w tym w 31-tomowej „Wielkiej Encyklopedii PWN” z lat 2001–2005, w której był również autorem wszystkich haseł kartograficznych. Opracował serię 5 ściennych map regionów Polski w skali 1:250 000 oraz (wspólnie z bratem Wiesławem) mapy wszystkich głównych miast polskich do Atlasu Rzeczypospolitej Polskiej.
Zajmuje się teoretycznymi podstawami kartografii, kompleksowymi atlasami tematycznymi, historią kartografii polskiej i światowej XIX i XX wieku, w tym tzw. szkoły romerowskiej oraz kartografii okresu Polskiej Rzeczypospolitej Ludowej, a także metodami przedstawiania rzeźby na mapach (w tym różnymi jej ujęciami na mapach hipsometrycznych Polski). Dla map Polski zaproponował nowe cięcie hipsometryczne. Znawca polskiego i zagranicznego piśmiennictwa poświęconego kartografii i jej historii – jest autorem cokwartalnych selektywnych bibliografii publikowanych w „Polskim Przeglądzie Kartograficznym”. Badacz dorobku czołowych polskich kartografów i historyków kartografii, autor licznych biogramów. Interesuje się także regionalizacją fizycznogeograficzną Polski (w 1968 wspólnie z Jerzym Kondrackim zreformował hierarchiczny podział kraju na jednostki naturalne) oraz nazewnictwem geograficznym, od 1984 (z przerwą w latach 1999–2002) jest członkiem Komisji Standaryzacji Nazw Geograficznych poza granicami Rzeczypospolitej Polskiej, współredaktorem publikacji „Nazewnictwo geograficzne świata”.
Odznaczony Medalem Stowarzyszenia Kartografów Polskich im. prof. Andrzeja Makowskiego za istotny wkład w rozwój kartografii.
Podróżnik, zwiedził ponad 60 krajów.